# Józef Racki
Józef Racki (ur. 28 marca 1943 w Mdzewku) – polski polityk, samorządowiec, inżynier geodeta, poseł na Sejm VI i VII kadencji.

## Życiorys
Ukończył studia w Akademii Rolniczo-Technicznej w Olsztynie. Pracował w zawodzie geodety. W 1965 wstąpił do Zjednoczonego Stronnictwa Ludowego. W latach 80. zasiadał w Miejskiej Radzie Narodowej w Kaliszu. Od 1984 do 1996 zajmował stanowisko geodety wojewódzkiego, następnie do 1998 pełnił funkcję głównego geodety kraju. W latach 1999–2002 był wicestarostą powiatu kaliskiego, następnie do 2007 wicemarszałkiem wielkopolskim. Od 2006 był także radnym sejmiku wielkopolskiego.
W wyborach parlamentarnych w 2007 został wybrany posłem na Sejm VI kadencji z listy Polskiego Stronnictwa Ludowego. Startował w okręgu kaliskim, uzyskując 4833 głosy. W wyborach w 2011 z powodzeniem ubiegał się o reelekcję, dostał 6179 głosów. W 2015 nie kandydował w kolejnych wyborach parlamentarnych.